# Halugowdanakatte, Tiptur
Halugowdanakatte là một làng thuộc tehsil Tiptur, huyện Tumkur, bang Karnataka, Ấn Độ.